# Párga (dème)
Le dème de Párga est une circonscription administrative située dans le district régional de Préveza de la périphérie d'Épire en Grèce.
Créé sous sa forme actuelle en 2010 par la fusion des anciens dèmes de Párga et de Fanári, devenus des districts municipaux. Son siège est la localité de Kanalláki, située dans le district de Fanári.
Il présente la particularité de ne pas être d'un seul tenant, étant séparé en deux parties (correspondant chacune à un district municipal) par le dème d'Igoumenítsa.